# Детективный клуб

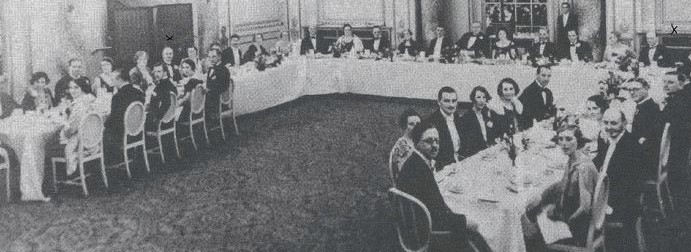
Заседание клуба в 1932 году

Детективный клуб (англ. Detection Club) — организация английских писателей, авторов детективного жанра. Создан в Лондоне в 1920-х годах, существует по сей день.

## История
Детективный клуб был создан в 1920-х годах группой известных авторов детективного жанра, в которую входили: Агата Кристи, Дороти Сэйерс, Гилберт Честертон, Фримен Уиллс Крофтс, Энтони Беркли, Эдмунд Бентли, Артур Моррисон, Рональд Нокс, Марджери Аллингем, Найо Марш, Глэдис Митчелл, Энтони Гилберт и Сирил Хейр. Члены клуба встречались за обедом и обменивались письмами, обсуждая технические аспекты своей работы. Кроме того, они обязались соблюдать правила при написании детективов. Фактически правила были сформулированы Рональдом Ноксом в книге «Десять заповедей детективного романа». Честертон никогда не принимал их во внимание, Агата Кристи нарушила одно из них в романах «Убийство Роджера Экройда» и «Ночная тьма».
Под эгидой клуба был выпущен ряд книг, авторами которых выступали сразу несколько членов клуба («Последнее плаванье адмирала», «Шестеро против Скотленд-Ярда», «Спросите полисмена» и другие).
Клуб в той или иной форме продолжает существовать в наши дни.

## Почётные председатели клуба
- Гилберт Честертон (1930−36)
- Эдмунд Бентли (1936−49)
- Дороти Сэйерс (1949−57)
- Агата Кристи (1957−76; в период 1958−65 сопредседателем был лорд Рональд Горелл[en])
- Джулиан Симонс (1976−85)
- Генри Китинг (1985−2000)
- Саймон Бретт[англ.] (2000−15)
- Мартин Эдвардс (с 2015)